# رينكا
رينكا (بالإسبانية: renca)‏ هي بلدية في تشيلي تقع في محافظة سانتياغو ، إقليم سانتياغو متروبوليتان . تأسست في 6 مايو 1894.